# Ouli
Ouli fou una regió del Senegal situada al sud-oest del Bundu, a l'est de Niani i al sud i sud-oest de Matam i Galam. Cap al sud es trobava l'alta vall del riu Gàmbia. La principal població era Nétéboutou, però no hi havia un poder centralitzat sinó una sèrie de reietons.
Després de la derrota de Mahmadou Lamine a Dianna el desembre de 1886 el marabut va perdre el prestigi entre els caps de la regió situada entre Bundu i el riu Gàmbia, i els caos d'aquesta regió, una bona part de la qual era l'Ouli, van signar l'1 de gener de 1887 un tractat general de protectorat. Així el límit de l'alt Senegal avançava 300 km cap al sud-oest. Entre els que havien signat el tractat hi havia el rei del Tiali, les forces del qual van tenir una topada amb les del marabut i el van obligar a recular cap a Toubakouta, a la regió del Niani, prop de les posicions britàniques.
Sobtadament el marabut va atacar Nétéboutou, capital del Ouli, la va saquejar i cremar i va matar el seu rei Malamine, un dels reis que recentment s'havia posat sota protectorat de França; els habitants foren agafats presoners. Tot seguit va ocupar Macadiacounda, una altra població forta del Ouli; el capità Fortin va enviar reforços manats pel rei de Bundu, Usman Gassi, que va derrotar el marabut i el va rebutjar cap a Toubakouta, però tot i així els seus partidaris no paraven d'augmentar; Mahmadou Lamine planeja envair el Bundu; els caps indígenes del Ouli, amenaçats pel marabut, van reclamar l'ajut francès. La derrota final del marabut el 12 de desembre de 1887 va assegurar la regió per França.